# Cassandra (romance)

Cassandra, pintada em 1898 por Evelyn De Morgan (Londres, De Morgan Center)

Cassandra (em alemão:  Kassandra) é um romance de 1983 da autora alemã Christa Wolf . Desde então, foi traduzido para vários idiomas.
O compositor suíço Michael Jarrell adaptou o romance para alto-falante e conjunto instrumental, e sua peça foi executada com frequência.

## Trama
A narrativa de Cassandra começa descrevendo sua juventude, quando ela era a filha favorita de Príamo e adorava sentar-se com ele enquanto ele discutia política e assuntos de Estado. Sua relação com a mãe, Hécuba, porém, nunca foi tão íntima, pois Hécuba via a independência de Cassandra. Às vezes, suas interações são tensas ou mesmo frias, principalmente quando Hécuba não simpatiza com o medo de Cassandra do dom de profecia do deus Apolo ou sua relutância em aceitar seu amor. Quando ela finalmente o recusa, ele a amaldiçoa para que ninguém acredite no que ela profetiza.
Quando Cassandra é apresentada entre as virgens da cidade para deflorar, ela é escolhida por Enéias, que porém só faz amor com ela mais tarde. Ela se apaixona por ele e é devotada a ele, apesar de suas ligações com outras pessoas, incluindo Panthous - na verdade, ela imagina Enéias sempre que está com qualquer outra pessoa.
É o pai de Enéias, Anquises, quem conta a Cassandra sobre a missão de trazer Hesíone, a irmã de Príamo que foi levada como prêmio por Telamon durante a primeira Guerra de Tróia, de volta de Esparta. Os troianos não apenas falham em trazer Hesíone, mas também perdem o vidente Calchas durante a viagem, que mais tarde ajuda os gregos durante a guerra.
Quando Menelau visita Tróia para oferecer um sacrifício, ele repreende a impertinência de Páris, irmão de Cassandra, Ele recentemente voltou a Tróia e foi reclamado como filho de Príamo e Hécuba, embora tenha sido abandonado quando criança por causa de uma profecia. Suas palavras provocam Páris, que insiste em viajar para Esparta e, se Hesíone não for devolvido a ele, ele levará Helena. A tensão aumenta quando Cassandra sofre uma espécie de ataque e desmaia, tendo previsto a guerra e a queda de Tróia. Quando ela se recupera, Páris navegou para Esparta e voltou, trazendo Helena, que usa um véu.
Cassandra logo começa a suspeitar - mas não quer acreditar - que Helena não está em Tróia, afinal. Ninguém tem permissão para vê-la, e Cassandra viu a ex-esposa de Páris, Oenone, saindo de seu quarto. No entanto, ela é incapaz de aceitar que Tróia - e seu pai, o rei Príamo - continuaria se preparando para uma guerra se sua premissa fosse falsa. Quando Páris finalmente conta a ela explicitamente o que ela já sabe, ela protesta com o pai, mas ele rejeita seu apelo para negociar a paz e ordena que ela fique em silêncio. Assim, o papel tradicional de Cassandra - como a vidente que diz a verdade, mas não acredita - é reinterpretado. Ela sabe a verdade, mas Príamo também sabe; ela não pode persuadir ninguém da verdade, mas apenas porque está proibida de falar sobre isso. Embora se sinta infeliz, ela ainda ama e confia em Príamo e não pode trair seu segredo.
Embora os motivos políticos de Príamo ostensivamente levem Tróia à guerra, o guarda do palácio Eumelos é a verdadeira força por trás do conflito. Ele manipula Príamo e o público até que eles acreditem que a guerra é necessária e esqueçam que o que está em jogo é Helena. Gradualmente, ele aumenta a pressão sobre a população troiana, incluindo Cassandra. Anquises explica que Eumelos, ao convencer os troianos de que os gregos eram inimigos e incitá-los à luta, tornou necessário seu próprio estado militar e assim conseguiu subir ao poder.
Um dos guardas de Eumelos, Andron, torna-se amante de Polixena, mas quando Aquiles a exige em troca do corpo de Heitor, Andron não se opõe - ao contrário, ele a oferece a Aquiles sem remorso. Mais tarde, Eumelos planeja atrair Aquiles para uma armadilha posicionando Polixena no templo e, para proteger Polixena, Cassandra se recusa a cumprir seu esquema, ameaçando revelá-lo. Príamo prontamente a aprisiona no cemitério dos heróis. Afinal, Eumelos executa seu plano, e Aquiles é morto, pedindo ao morrer que Odisseu sacrifique Polixena em seu túmulo por sua traição. Mais tarde, quando os gregos vêm para levá-la embora, Polixena pede a Cassandra para matá-la, mas Cassandra descartou sua adaga e não pode poupar sua irmã.
Quando a derrota é iminente, Cassandra encontra Enéias pela última vez, e ele pede que ela deixe Tróia com ele. Ela se recusa porque sabe que ele será forçado a se tornar um herói, e ela não pode amar um herói.

## Temas
A experiência de Cassandra durante a Guerra de Tróia é paralela à experiência pessoal de Christa Wolf como cidadã da Alemanha Oriental:  durante a Guerra Fria, um estado policial muito parecido com a Tróia de Eumelos. Wolf também estava familiarizado com a censura; na verdade, Cassandra foi censurada quando foi inicialmente publicada. O romance, além de criticar a repressão, também enfatiza questões de marginalização. Cassandra é obviamente uma figura marginalizada por conta do seu papel de vidente, mas Wolf se concentra mais em seu papel de mulher. Somente quando Cassandra vive em uma comunidade com outras mulheres, literalmente na periferia da cidade, é que ela se identifica com um grupo e se inclui nele pelo pronome "nós". Cassandra é certamente interessante como uma reinterpretação da história e da literatura por um personagem bastante obscuro. No entanto, o romance é realmente atraente porque o personagem individual de Cassandra e sua voz individual simbolizam todas as personagens femininas e suas vozes que foram sub-representadas por escritores anteriores. 
Cassandra é narrada a partir da perspectiva de Cassandra, vidente e filha do rei Príamo de Tróia . Esta representação de Cassandra é distinta não só das obras clássicas, devido à sua voz narrativa única, mas também esta versão da história da Guerra de Tróia, através da sua contradição ou inversão de muitas das lendas tradicionalmente associadas à guerra. A narração de Cassandra, que é apresentada como um monólogo interno no estilo fluxo de consciência, começa no navio de Agamenon para Micenas, onde - como Cassandra sabe - ela logo será assassinada pela esposa de Agamenon, Clitemnestra. Enquanto se prepara para enfrentar a morte, ela é dominada por emoções e, tanto para se distrair quanto para entendê-las, ela ocupa seus pensamentos com reflexões sobre o passado. Ao longo do romance, Cassandra passa muito tempo em introspecção, examinando e até criticando sua personalidade, sua perspectiva e seus motivos enquanto crescia em Tróia. Ela lamenta particularmente sua ingenuidade e, mais do que tudo, seu orgulho. Embora fique claro que ela era incapaz de se opor às forças políticas que apoiavam a guerra e, assim, evitar o desastre em Tróia, ela ainda assim sente que é a culpada - e se apenas indiretamente pela guerra, então diretamente pela morte de sua irmã Polixena. morte. Ela também sente remorso por seu desentendimento final com Enéias ter terminado com uma nota de raiva, embora ela pense que Enéias entendeu seus motivos. À medida que Cassandra relembra Tróia, seus relacionamentos complexos com Enéias e Polixena - relacionamentos sem precedentes no cânone clássico - servem não apenas para contextualizar sua experiência da Guerra de Tróia dentro da tradição mais ampla, mas também para humanizá-la, assim como suas interações com Príamo, o pai de Enéias, Anquises, e Panthous, o sacerdote grego. Enéias, embora sua presença tanto em Tróia quanto no romance seja escassa, é talvez o mais significativo deles, e em vários dos breves momentos em que os pensamentos de Cassandra voltam ao presente, eles são dirigidos a ele. Sua narrativa finalmente parece representar o esforço desesperado de Cassandra para justificar, tanto para Eneias quanto para si mesma, seu destino.